# آیپوس
آیپوس (به اسپانیایی: Allepuz) یک شهرستان در اسپانیا است که در استان تروئل واقع شده‌است.

## خصوصیات
آیپوس ۶۷٫۲۶ کیلومترمربع مساحت و ۱۴۰ نفر جمعیت دارد و ۱٬۴۲۴ متر بالاتر از سطح دریا واقع شده‌است.